# Храм Рождества Пресвятой Богородицы (Вослебово)
Храм в честь Рождества Пресвятой Богородицы  — приходской храм Скопинского благочиния Скопинской епархии Русской православной церкви, находящийся в селе Вослебово Скопинского района Рязанской области.

## История

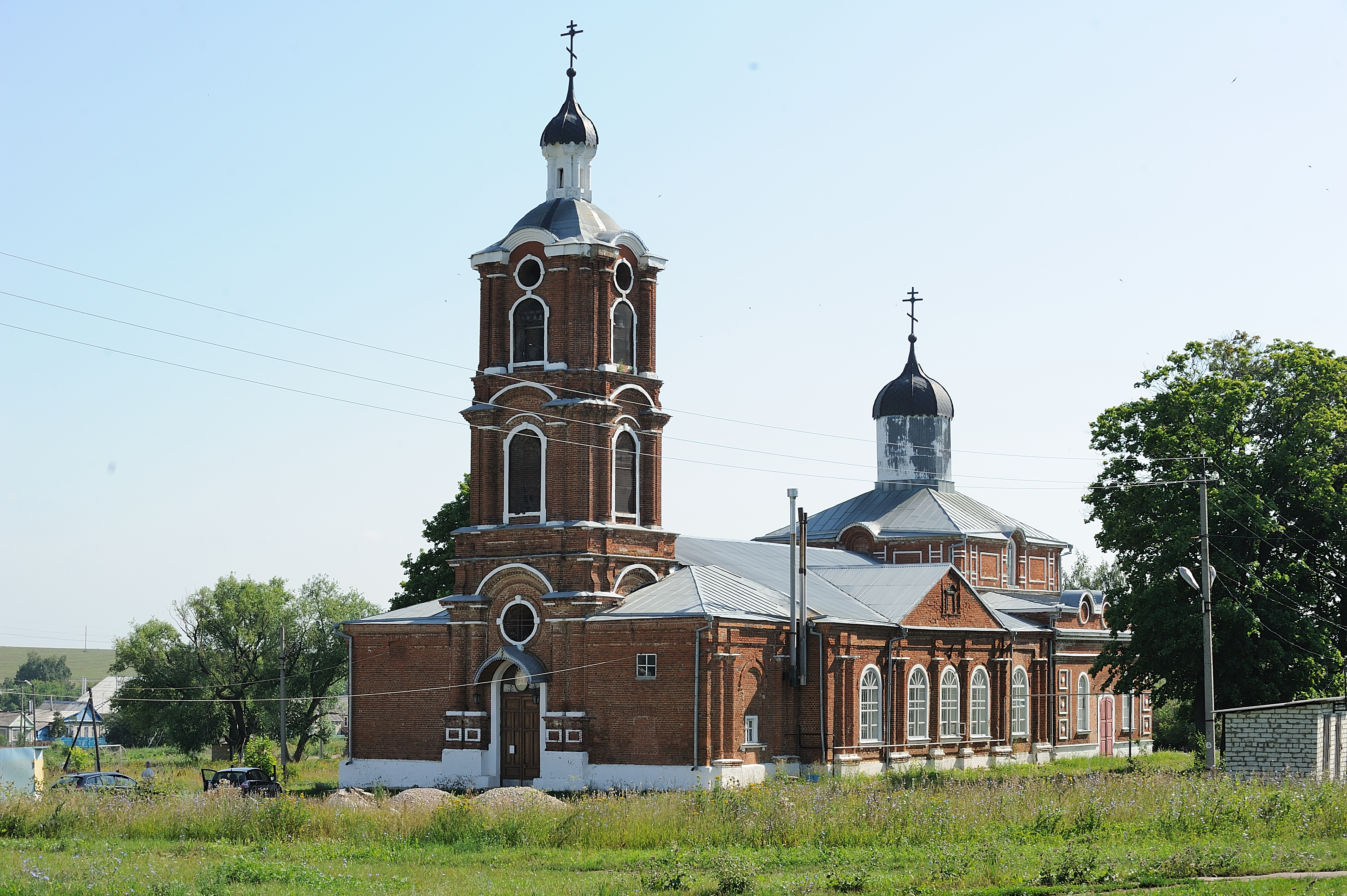

Храм впервые упомянут в 1629 году как деревянная церковь Рождества Христова в селе Вослеба (старое название села Вослебово) вотчины боярина Ивана Романова.
Каменная церковь, которая сохранилась до наших дней, была построена в 1801 году с приделом во имя Рождества Пресвятой Богородицы. В 1870 году был построен второй придел — во имя Николая Чудотворца, а первый перестроен. Оба придела освятили в 1871 году. Третий придел — во имя Рождества Христова — закончили строительством к 1903 году.
В сороковых годах XX века храм был закрыт и осквернён: переделан в клуб, а позднее в склад конторы «Заготзерно».

## Прочие сведения
В базу данных объектов культурного наследия Российской Федерации храм включен два раза, под номерами 6200340000 и 6200001223, где данные отличаются только названием сёл, в одном указано новое название — село Вослебово, а в другом старое — Вослеба, хотя в документе, на основании которого делали обе записи, фигурирует только храм в селе Вослебово.